# ヒンツェンバッハ

ヒンツェンバッハ
Hinzenbach

測地系: 北緯48度18分35秒 東経14度0分21秒 / 北緯48.30972度 東経14.00583度座標: 北緯48度18分35秒 東経14度0分21秒 / 北緯48.30972度 東経14.00583度

ヒンツェンバッハ（ドイツ語: Hinzenbach）はオーストリアオーバーエスターライヒ州エフェルディング郡にある基礎自治体 (ゲマインデ)。町（Marktgemeinde; 市場町）に指定されている。

## 概要
- 毎年1月か2月に国際スキー連盟のスキージャンプ・ワールドカップ女子の個人部門第11戦と第12戦の開催地である。現在表彰台第1位が多いのは高梨沙羅[2][3]。